# Asthenes flammulata
Az Asthenes flammulata a madarak (Aves) osztályának verébalakúak (Passeriformes) rendjébe és a fazekasmadár-félék (Furnariidae) családjába tartozó faj.

## Rendszerezése
A fajt William Jardine skót természettudós írta le 1850-ben, Synalaxis nembe Synalaxis flammulatus  néven. Egyes szervezetek a Siptornoides nembe sorolják Siptornoides flammulatus néven, az áthelyezés még nem terjedt el igazán.

## Alfajai
- Asthenes flammulata flammulata (Jardine, 1850)
- Asthenes flammulata multostriata (P. L. Sclater, 1858)
- Asthenes flammulata pallida Carriker, 1933
- Asthenes flammulata quindiana (Chapman, 1915)
- Asthenes flammulata taczanowskii (Berlepsch & Stolzmann, 1894)[1]

## Előfordulása
Dél-Amerikában, az Andokban, Ecuador, Kolumbia és Peru területen honos. Természetes élőhelyei a szubtrópusi és trópusi magaslati gyepek és cserjések, sziklás környezetben. Állandó, nem vonuló faj.

## Megjelenése
Testhossza 17 centiméter, testtömege 17–27 gramm.
|  |

## Életmódja
Magányosan vagy párban ízeltlábúakkal táplálkozik.

## Természetvédelmi helyzete
Az elterjedési területe nagyon nagy, egyedszáma ismeretlen. A Természetvédelmi Világszövetség Vörös listáján nem fenyegetett fajként szerepel.